# Paulette Delachat-Sulpice
Paulette Delachat-Sulpice est une curleuse française.

## Biographie
Paulette Delachat-Sulpice remporte la médaille d'argent au Championnat d'Europe féminin de curling 1976 à Berlin-Ouest.
Elle est sacrée championne de France de curling à dix reprises (de 1975 à 1980 et de 1982 à 1985).